# Eurymerodesmus polkensis
Eurymerodesmus polkensis är en mångfotingart som först beskrevs av Ottis Robert Causey 1952.  Eurymerodesmus polkensis ingår i släktet Eurymerodesmus och familjen Eurymerodesmidae. Inga underarter finns listade i Catalogue of Life.